# Dorebara
Dorebara is een bestuurslaag in het regentschap Dompu van de provincie West-Nusa Tenggara, Indonesië. Dorebara telt 3234 inwoners (volkstelling 2010).